# Reblin (Herscheid)
Reblin ist ein Ortsteil der Gemeinde Herscheid im Märkischen Kreis in Nordrhein-Westfalen.

## Lage
Das Straßendorf im Naturpark Ebbegebirge liegt gut zwei Kilometer südlich des Ortszentrums von Herscheid im offenen Tal der Oester, die hier im Oberlauf noch Ebbebach heißt und die einige Kilometer weiter östlich gelegene Oestertalsperre speist. Westlich von Reblin befinden sich die Fürwigge- und die Versetalsperre. Gut zwei Kilometer Luftlinie südlich erhebt sich der bewaldete Hauptkamm des Ebbegebirges mit der 663,3 m hohen Nordhelle, auf der sich der WDR-Sendeturm Nordhelle befindet. Nordwestlich liegt der 584,6 m hohe Nümmert.

## Geschichte
In einer Urkunde aus dem Jahre 1410 wird der Ort vermutlich erstmals erwähnt; darin heißt es, dass Johann von Plettenberg dem Grafen Engelbert von der Mark einen Hof in „Reblinghaven“ verkauft habe – allerdings ohne den Zeitpunkt dieser Transaktion zu nennen. Die Siedlung gehörte zur „Ebbebauerschaft“ im südlichen Gebiet der Ortsgemeinde Herscheid.
Von dem Abbau von Erzen zeugen noch einige deutlich erkennbare Pingen.

## Infrastruktur
Reblin liegt im Schnittpunkt mehrerer Landstraßen, die ebenso wie die hierauf (eher sporadisch) verkehrenden Buslinien der MVG Verbindungen zum Kernort und weiter nach Lüdenscheid und Werdohl sowie nach Plettenberg und Valbert/Meinerzhagen mit Anschlussstelle an die A 45 herstellen.
Die nächsten Regionalbahnhöfe befinden sich in Lüdenscheid, Werdohl und Plettenberg.
Der Flugplatz Plettenberg-Hüinghausen liegt einige Kilometer nordöstlich.
In unmittelbarer Nähe verlaufen etliche, teilweise vom Sauerländischen Gebirgsverein markierte und betreute Wanderwege wie der Robert-Kolb-Weg oder ein vom Märkischen Kreis errichteter Waldlehrpfad an der Nordhelle.
Im Ort gibt es ein Hotel-Restaurant und ein Feuerwehrhaus der Löschgruppe der Freiwilligen Feuerwehr Herscheid.
Etwa einen Kilometer südlich am Fuße der Nordhelle befindet sich unmittelbar beim Weiler Daum als Einzellage das Schullandheim „Stucken“.